# Oldcastle
Oldcastle (in irlandese: An Seanchaisleán ) è un villaggio nella contea di Meath, in Irlanda.